# Championnat de Colombie de football 2020
Navigation
Tournoi précédent Tournoi suivant
Le Championnat de Colombie de football 2020 est la soixante-treizième édition du championnat de première division professionnelle en Colombie. Les vingt meilleures équipes du pays disputent le championnat qui se déroule en deux phases :
- lors de la phase régulière, les équipes s'affrontent une fois plus une rencontre face à une formation du même secteur géographique.
- la phase finale se joue sous forme de tournoi à élimination directe des quarts de finale jusqu'à la finale qui désigne le champion de Colombie.

## Déroulement de la saison
Le championnat 2020 devait comporter un tournoi d'ouverture et un tournoi de clôture comme les saisons précédentes, mais après la 8e journée le championnat est suspendu à cause de la pandémie de Covid-19. Le 25 juillet 2020, la fédération confirme que le tournoi reprendrait le 30 août 2020 à huis clos, à partir de la neuvième journée. Cependant la reprise ne sera effective que le 12 septembre 2020.
Les modalités du championnat ont été changées, le tournoi de clôture est annulé. Le championnat continue en reprenant les modalités du tournoi d'ouverture, c'est-à-dire 20 matchs par équipe. Les huit premières équipes du classement jouent les play-off pour le championnat sous forme de tournoi avec quart de finale, demi finale et finale, toutes les rencontres se disputent en match aller et retour.
Parallèlement à ce tournoi les autres équipes jouent dans un tournoi pour déterminer un qualifié pour la Copa Sudamericana. Les douze équipes sont regroupées dans 4 poules, les quatre vainqueurs se retrouvent en demi-finale (une seule rencontre). Le vainqueur de la finale rencontre la meilleure équipe non qualifiée aux compétitions continentales de la saison régulière, pour déterminer un représentant en Copa Sudamericana.
- Le Cúcuta Deportivo pour des raisons administratives sera exclu du tournoi, une poule sera donc constituée de 3 équipes.

## Les clubs participants
- Águilas Doradas
- Alianza Petrolera
- América de Cali
- Atlético Bucaramanga
- Atlético Nacional
- Cúcuta Deportivo
- Deportes Tolima
- Deportivo Cali
- Deportivo Pasto
- Envigado FC
- Independiente Medellín
- Jaguares
- Junior
- La Equidad
- Millonarios
- Once Caldas
- Patriotas
- Santa Fe
- Boyacá Chicó - Promu de Torneo Aguila
- Deportivo Pereira - Promu de Torneo Aguila

## Compétition
Le barème utilisé pour établir l'ensemble des classements est le suivant :
- Victoire : 3 points
- Match nul : 1 point
- Défaite : 0 point

### Phase régulière

#### Classement
| Rang | Équipe                 | Pts | J  | G  | N  | P  | Bp | Bc | Diff |
| ---- | ---------------------- | --- | -- | -- | -- | -- | -- | -- | ---- |
| 1    | Independiente Santa Fe | 40  | 20 | 11 | 7  | 2  | 34 | 17 | +17  |
| 2    | Deportes Tolima        | 37  | 20 | 10 | 7  | 3  | 30 | 16 | +14  |
| 3    | Atlético Nacional      | 35  | 20 | 10 | 5  | 5  | 39 | 31 | +8   |
| 4    | Deportivo Cali         | 34  | 20 | 8  | 10 | 2  | 32 | 23 | +9   |
| 5    | Deportivo Pasto        | 34  | 20 | 9  | 7  | 4  | 27 | 19 | +8   |
| 6    | Junior                 | 33  | 20 | 8  | 9  | 3  | 27 | 17 | +10  |
| 7    | América de CaliT       | 33  | 20 | 9  | 6  | 5  | 31 | 22 | +9   |
| 8    | La Equidad             | 32  | 20 | 9  | 5  | 6  | 30 | 23 | +7   |
| 9    | Rionegro Águilas       | 31  | 20 | 8  | 7  | 5  | 27 | 21 | +6   |
| 10   | Millonarios            | 30  | 20 | 7  | 9  | 4  | 29 | 21 | +8   |
| 11   | Once Caldas            | 29  | 20 | 6  | 11 | 3  | 23 | 20 | +3   |
| 12   | Envigado FC            | 23  | 20 | 5  | 8  | 7  | 22 | 25 | -3   |
| 13   | Atlético Bucaramanga   | 21  | 20 | 5  | 6  | 9  | 16 | 26 | -10  |
| 14   | Independiente Medellín | 20  | 20 | 5  | 5  | 10 | 22 | 28 | -6   |
| 15   | Alianza Petrolera      | 19  | 20 | 5  | 4  | 11 | 22 | 35 | -13  |
| 16   | Deportivo PereiraP     | 18  | 20 | 4  | 6  | 10 | 17 | 24 | -7   |
| 17   | Jaguares de Córdoba    | 17  | 20 | 3  | 8  | 9  | 21 | 30 | -9   |
| 18   | Patriotas              | 17  | 20 | 3  | 8  | 9  | 10 | 21 | -11  |
| 19   | Boyacá ChicóP          | 15  | 20 | 4  | 3  | 13 | 13 | 33 | -20  |
| 20   | Cúcuta Deportivo       | 14  | 20 | 3  | 5  | 12 | 18 | 38 | -20  |

|  | Qualification pour la phase finale  |
|  | T : Tenant du titre P : Promu de D2 |

- Aucune relégation ni promotion sera effectuée cette saison.

### Phase finale

#### Play-offs
|  | Quarts de finale | Quarts de finale       | Quarts de finale   | Quarts de finale |                        |                        | Demi-finales       | Demi-finales       | Demi-finales       | Demi-finales       |  |  | Finale              | Finale              | Finale              | Finale              |
|  |                  |                        |                    |                  |                        |                        |                    |                    |                    |                    |  |  |                     |                     |                     |                     |
|  |                  |                        |                    |                  |                        |                        | 5-13 décembre 2020 | 5-13 décembre 2020 | 5-13 décembre 2020 | 5-13 décembre 2020 |  |  | 20/27 décembre 2020 | 20/27 décembre 2020 | 20/27 décembre 2020 | 20/27 décembre 2020 |
|  |                  |                        |                    |                  |                        |                        | 5-13 décembre 2020 | 5-13 décembre 2020 | 5-13 décembre 2020 | 5-13 décembre 2020 |  |  | 20/27 décembre 2020 | 20/27 décembre 2020 | 20/27 décembre 2020 | 20/27 décembre 2020 |
|  | 1er              | Independiente Santa Fe | 0                  | 2                |                        |                        | 5-13 décembre 2020 | 5-13 décembre 2020 | 5-13 décembre 2020 | 5-13 décembre 2020 |  |  | 20/27 décembre 2020 | 20/27 décembre 2020 | 20/27 décembre 2020 | 20/27 décembre 2020 |
|  | 1er              | Independiente Santa Fe | 0                  | 2                |                        |                        | 5-13 décembre 2020 | 5-13 décembre 2020 | 5-13 décembre 2020 | 5-13 décembre 2020 |  |  | 20/27 décembre 2020 | 20/27 décembre 2020 | 20/27 décembre 2020 | 20/27 décembre 2020 |
|  | 5e               | Deportivo Pasto        | 1                  | 0                |                        |                        | 5-13 décembre 2020 | 5-13 décembre 2020 | 5-13 décembre 2020 | 5-13 décembre 2020 |  |  | 20/27 décembre 2020 | 20/27 décembre 2020 | 20/27 décembre 2020 | 20/27 décembre 2020 |
|  | 5e               | Deportivo Pasto        | 1                  | 0                | Independiente Santa Fe | Independiente Santa Fe | 1                  | 2                  |                    |                    |  |  | 20/27 décembre 2020 | 20/27 décembre 2020 | 20/27 décembre 2020 | 20/27 décembre 2020 |
|  |                  |                        |                    |                  | Independiente Santa Fe | Independiente Santa Fe | 1                  | 2                  |                    |                    |  |  | 20/27 décembre 2020 | 20/27 décembre 2020 | 20/27 décembre 2020 | 20/27 décembre 2020 |
|  |                  |                        | La Equidad         | La Equidad       | 1                      | 1                      |                    |                    |                    |                    |  |  | 20/27 décembre 2020 | 20/27 décembre 2020 | 20/27 décembre 2020 | 20/27 décembre 2020 |
|  | 4e               | Deportivo Cali         | La Equidad         | La Equidad       | 1                      | 1                      | 1                  | 0                  |                    |                    |  |  | 20/27 décembre 2020 | 20/27 décembre 2020 | 20/27 décembre 2020 | 20/27 décembre 2020 |
|  | 4e               | Deportivo Cali         | 5-13 décembre 2020 |                  |                        |                        | 1                  | 0                  |                    |                    |  |  | 20/27 décembre 2020 | 20/27 décembre 2020 | 20/27 décembre 2020 | 20/27 décembre 2020 |
|  | 8e               | La Equidad             | 1                  | 1                |                        |                        |                    |                    |                    |                    |  |  | 20/27 décembre 2020 | 20/27 décembre 2020 | 20/27 décembre 2020 | 20/27 décembre 2020 |
|  | 8e               | La Equidad             | 1                  | 1                | Independiente Santa Fe | Independiente Santa Fe | 0                  | 2                  |                    |                    |  |  |                     |                     |                     |                     |
|  |                  |                        |                    |                  | Independiente Santa Fe | Independiente Santa Fe | 0                  | 2                  |                    |                    |  |  |                     |                     |                     |                     |
|  |                  |                        | América de Cali    | América de Cali  | 3                      | 0                      |                    |                    |                    |                    |  |  |                     |                     |                     |                     |
|  | 2e               | Deportes Tolima        | América de Cali    | América de Cali  | 3                      | 0                      | 0                  | 0                  |                    |                    |  |  |                     |                     |                     |                     |
|  | 2e               | Deportes Tolima        |                    |                  |                        |                        |                    |                    |                    |                    |  |  |                     |                     |                     |                     |
|  | 6e               | Junior                 | 1                  | 1                |                        |                        |                    |                    |                    |                    |  |  |                     |                     |                     |                     |
|  | 6e               | Junior                 | 1                  | 1                | Junior                 | Junior                 | 0                  | 1                  |                    |                    |  |  |                     |                     |                     |                     |
|  |                  |                        |                    |                  | Junior                 | Junior                 | 0                  | 1                  |                    |                    |  |  |                     |                     |                     |                     |
|  |                  |                        | América de Cali    | América de Cali  | 0                      | 2                      |                    |                    |                    |                    |  |  |                     |                     |                     |                     |
|  | 3e               | Atlético Nacional      | América de Cali    | América de Cali  | 0                      | 2                      | 2                  | 0                  |                    |                    |  |  |                     |                     |                     |                     |
|  | 3e               | Atlético Nacional      |                    |                  |                        |                        |                    | 0                  |                    |                    |  |  |                     |                     |                     |                     |
|  | 7e               | América de Cali        | 1                  | 3                |                        |                        |                    |                    |                    |                    |  |  |                     |                     |                     |                     |
|  | 7e               | América de Cali        | 1                  | 3                |                        |                        |                    |                    |                    |                    |  |  |                     |                     |                     |                     |
|  |                  |                        |                    |                  |                        |                        |                    |                    |                    |                    |  |  |                     |                     |                     |                     |

- América de Cali remporte son 15ème titre de champion de Colombie.

## Barrages pour la Copa Sudamericana
Le Millonarios remporte le tournoi des équipes classées de la 9e à la 20e place, il affronte le 29 décembre 2020 dans une finale unique le Deportivo Cali, meilleur club de la saison régulière non qualifié pour une compétition continentale. 
| Finale           | Deportivo Cali | 1-1 (4-3 t. a. b.) | Millonarios | Stade Deportivo Cali, Palmira |                              |
| 29 décembre 2020 |                | (0-1)              |             | Arbitrage : Alexander Ospina  | Arbitrage : Alexander Ospina |

## Bilan de la saison
| Championnat de Colombie de football 2020 |                                                           |
| Champion                                 | América de Cali (15e titre)                               |
| Coupes et trophées                       |                                                           |
| Vainqueur de la Coupe de Colombie 2020   | Independiente Medellín                                    |
| Qualifications continentales             |                                                           |
| Copa Libertadores 2021                   | América de Cali Independiente Santa Fe                    |
| Copa Libertadores 2021                   | Atlético Junior Atlético Nacional                         |
| Copa Sudamericana 2021                   | Deportes Tolima La Equidad Deportivo Pasto Deportivo Cali |
| Promotions et relégations                |                                                           |
| Promus en Primera A                      | aucun                                                     |
| Relégués en Primera B                    | aucun                                                     |